# Diecezja Salt Lake City
Diecezja Salt Lake City (łac. Dioecesis Civitatis Lacus Salsi, ang. Diocese of Salt Lake City) – diecezja Kościoła rzymskokatolickiego w metropolii Las Vegas w Stanach Zjednoczonych obejmującą cały stan Utah. 

## Historia
Pierwsza parafia katolicka w stanie Utah powstała w roku 1871. Dwa lata później pracę duszpasterską wśród miejscowych żołnierzy, górników wywodzących się z imigrantów i pracowników kolejowych podjął ks. Lawrence Scanlan (1843–1915). Z czasem mała parafia pod wezwaniem św. Marii Magdaleny przestała wystarczać z powodu rosnącej liczby katolików na tych terenach. Postanowiono rozbudować strukturę parafialną, a w roku 1887 powołano wikariat apostolski Utah. Diecezja została kanonicznie erygowana 27 stycznia 1891 roku przez papieża Leona XIII jako diecezja Salt Lake. Wyodrębniono ją z archidiecezji San Francisco. Pierwszym ordynariuszem został ks. Scanlan. 27 marca 1931 diecezja utraciła część terytoriów na rzecz nowo utworzonej diecezji Reno. Swą obecną nazwę diecezja uzyskała 31 marca 1951 roku. Katedra diecezjalna powstawała w latach 1900-1909 i jest wpisana do Narodowego Rejestru Zabytków. W 2023 roku papież Franciszek stworzył nową metropolię Las Vegas i przyłączył do niej diecezję Salt Lake City.

## Biskupi diecezjalni
- Lawrence Scanlan (1887–1915)
- Joseph Sarsfield Glass (1915–1926)
- John Joseph Mitty (1926–1932)
- James Edward Kearney (1932–1937)
- Duane Garrison Hunt (1937–1960)
- Joseph Lennox Federal (1960–1980)
- William Weigand (1980–1993)
- George Niederauer (1994–2005)
- John Wester (2007–2015)
- Oscar Solis (od 2017)